# Kozłowanie
Ten artykuł opisuje zagadnienie koszykarskie zgodne z normami FIBA.
Zasady w ligach NBA, NCAA lub innych mogą różnić się od tutaj przedstawionych.

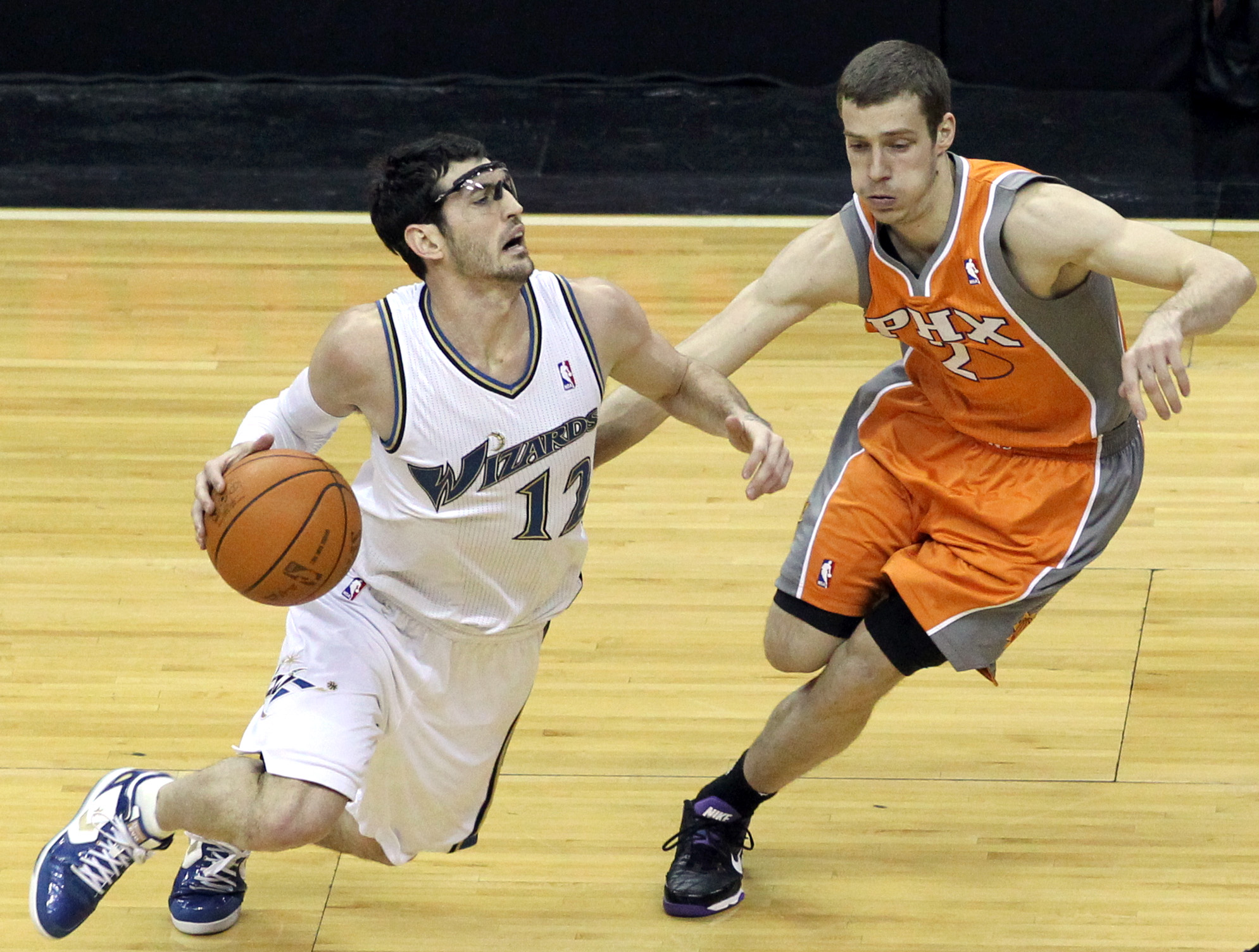
Przykład przemieszczania się za pomocą kozła w grze

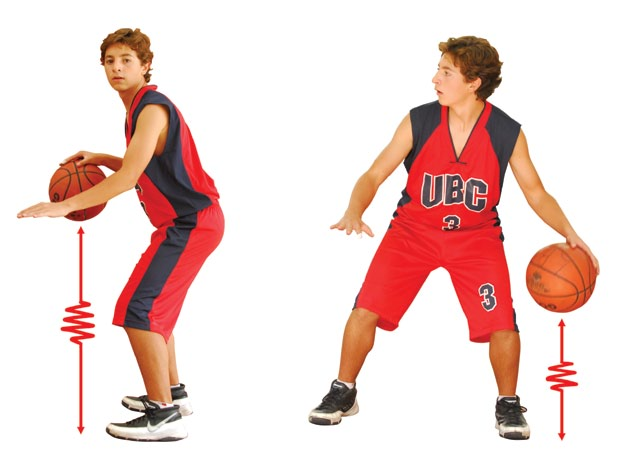
Teoria właściwego kozłowania

Kozłowanie – przemieszczanie żywej piłki przez zawodnika ją posiadającego, poprzez odbijanie jej o parkiet boiska, toczenie po podłożu lub celowe odbijanie od tablicy kosza.

## Rozpoczynanie i kończenie kozłowania
Uznaje się, iż kozłowanie rozpoczyna się w momencie, w którym zawodnik odbija piłkę o podłoże, toczy po boisku lub umyślnie odbija od tablicy kosza, a następnie ponownie dotyka piłki, nim dotknie ona innego zawodnika.
Uznaje się, iż kozłowanie kończy się w momencie, w którym zawodnik pozwoli spocząć piłce na jego ręce lub dotknie piłki obiema rękami jednocześnie.

## Przypadkowa utrata posiadania piłki
Jeżeli zawodnik traci posiadanie piłki w sposób przypadkowy, a następnie posiadanie to odzyskuje i piłka nadal jest żywa, to nie jest to błąd, lecz poprawa chwytu piłki.

## Regulacje dotyczące kozłowania
Zawodnik kozłujący piłkę, ma prawo wykonać dowolną liczbę kroków, gdy nie ma fizycznego kontaktu z piłką, co umożliwia m.in. wykonywanie tzw. kozłowania przyspieszającego.
Jako kozłowanie można uznać także podrzucenie piłki w powietrze, ale tylko wtedy, jeżeli piłka dotknie podłogi lub innego zawodnika, nim zawodnik, który wyrzucił piłkę w powietrze, dotknie jej ponownie.
Kozłowaniem nie jest:
- poprawa chwytu piłki (przed rozpoczęciem lub po zakończeniu kozłowania);
- wybicie piłki, która znajdowała się w posiadaniu innego zawodnika;
- próba wejścia w posiadanie piłki, poprzez uderzenie jej w pobliżu innych zawodników;
- wejście w posiadanie piłki na skutek zablokowania podania;
- próba rzutu do kosza (nawet, jeżeli próby następują wielokrotnie bezpośrednio po sobie);
- przerzucanie piłki z ręki do ręki i przytrzymywanie w dłoniach, zanim dotknie podłogi[4].

## Ponawianie kozłowania
W ogólności ponawianie kozłowania, po jego zakończeniu jest zabronione.
Zawodnik może ponowić kozłowanie, gdy stracił posiadanie żywej piłki z powodu:
- rzutu z gry;
- dotknięcia piłki przez przeciwnika;
- podania, przy którym inny zawodnik dotknął piłki;
- poprawy chwytu piłki, przy którym innym zawodnik dotknął piłki[5].

## Błąd podwójnego kozłowania
Nielegalne ponowienie kozłowania nazywane jest błędem podwójnego kozłowania, a karą za błąd, jest utrata piłki na rzecz przeciwnika, do wprowadzenia z autu w miejscu jak najbliższym miejscu naruszenia przepisów gry, chyba że znajdowałoby się bezpośrednio za tablicą kosza.

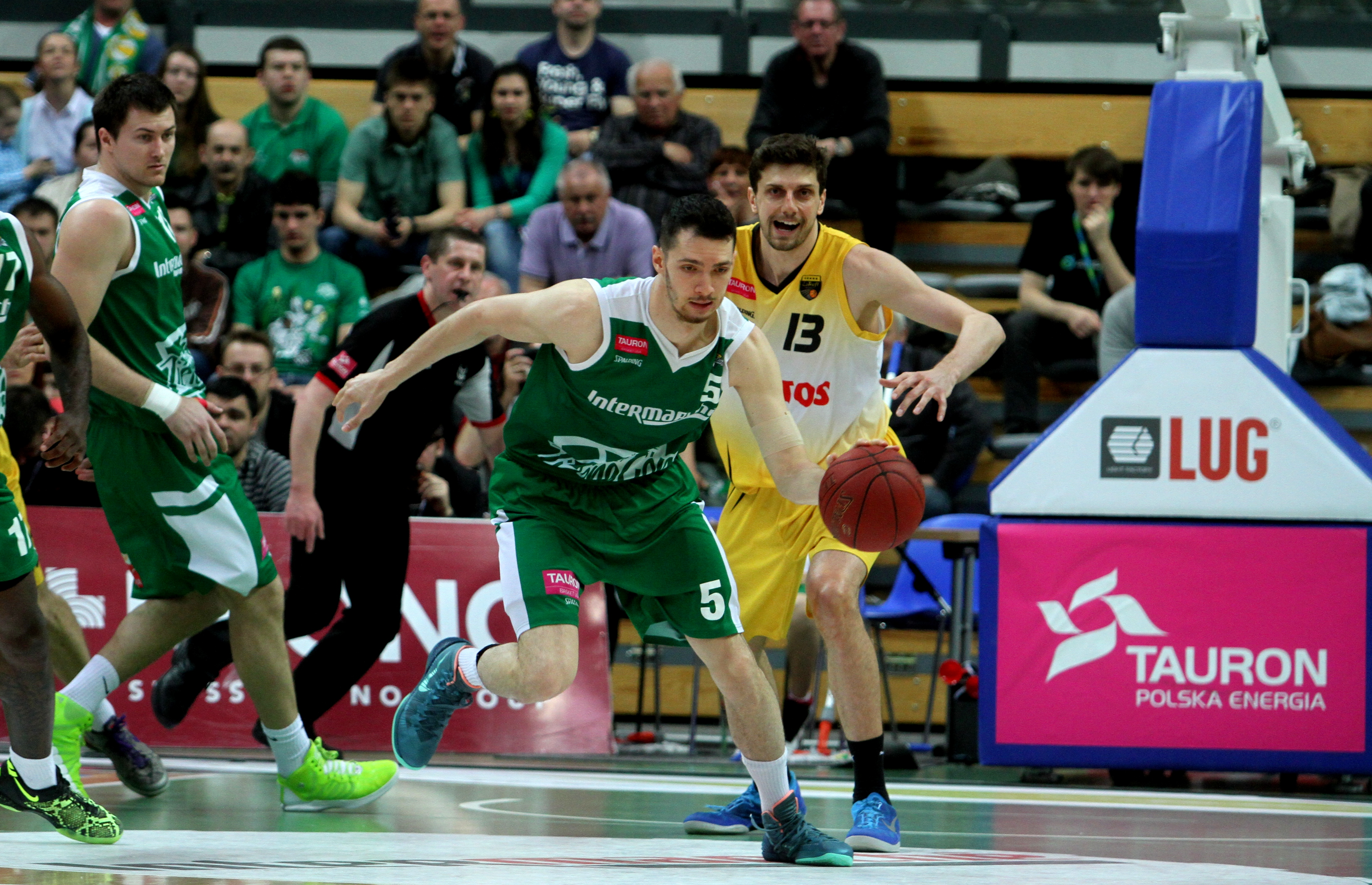
Rozpoczynanie kozłowania przyspieszającego

## Rodzaje kozła
Kozioł można podzielić na różne rodzaje. Ze względu na wysokość, możemy podzielić go na kozłowanie wysokie (do wysokości biodra) i kozłowanie niskie (do wysokości kolana) a także kozłowanie w ruchu i kozłowanie w miejscu. Można też wyróżnić inne podziały, np. kozłowanie przyspieszające polegające na odbijaniu piłki o podłogę, poprzez wypuszczanie jej przed siebie i dobieganie, co umożliwia szybszy bieg zawodnika.

## Kozłowanie ręką dalszą od przeciwnika

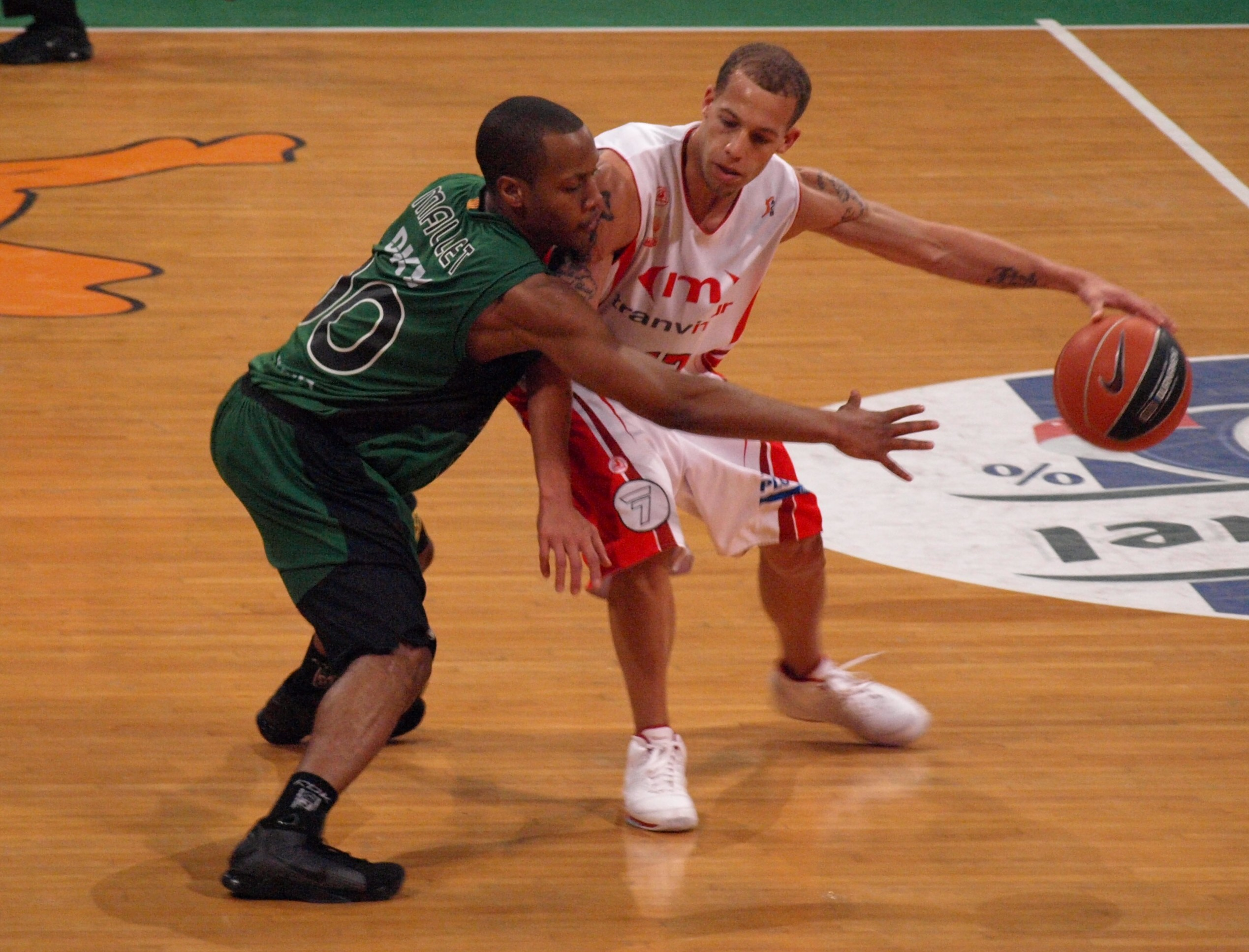
Zawodnik kozłuje piłkę ręką dalszą od przeciwnika.

W koszykówce niepisaną zasadą jest kozłowanie ręką dalszą od przeciwnika, gdyż utrudnia to odebranie piłki przez przeciwnika.